# NGC 4216
NGC 4216 este o edge-on galaxy⁠(d) situată în constelația Fecioara. A fost descoperită în 17 aprilie 1784 de către William Herschel. Se află la o distanță de 16,5 megaparseci de Pământ.